# Врело Млаве
44° 11′ 26″ С; 21° 47′ 22″ И / 44.190666° С; 21.789333° И
Врело Млаве или Жагубичко врело је извор у североисточној Србији. Извор је реке Млаве.

## Положај и карактеристике
Налази се на јужној периферији Жагубице од чијег је центра удаљено 1 km на југоистоку Жагубичке котлине, испод северних падина Бељанице, на надморској висини од 314 m. Само врело има изглед мањег језера и, у ствари, представља потопљену вртачу окружену планинским висовима Конџила и Врелске Падине.
Ујезерена површина врела има пречник од 25 m, у правцу северозапад-југоисток, односно, 29 m у правцу исток-запад а укупан обим је 93 m. Највећа измерена дубина износи 84 m, али може се са сигурношћу рећи да је она знатно већа, с обзиром да вода избија из сифонских канала и то под великим притиском који спречава тачнија мерења. Ронилачке екипе спустиле су се до дубине од око 84 метра, али нису доспели до дна врела, тако да је стварна дубина овог извора и данас непозната.
Вода која храни врело у виду кључева на дну и странама потопљеног басена, формира отоку дужине око 150 m и ширине 12 m. После лучног тока према северозападу, отока се спаја са Тисницом и формира реку Млаву.
Врело Млаве има зелену до тамнозелену боју воде, која долази од околног зеленила и алги у плићим деловима. Вода неприметно избија на површину и ретко се мути. Провидност воде креће се од 4–10 m, а температура воде од 9,3–11 °C.
Врело Млаве је позната туристичка атракција, и за стране туристе и за локалне посетиоце. Врело Млаве је заштићено као хидролошки споменик прве категорије.